# Тусхарой
Тусхарой (чечен. Тусхара) — село в Итум-Калинском районе Чеченской Республики. Административный центр Тусхаройского сельского поселения.

## География

Тусхаройское сельское поселение на карте Итум-Калинского района

Село расположено на левом берегу реки Аргун, в 9 км к юго-западу от районного центра Итум-Кали.
Ближайшие сёла: на юго-востоке — Хачарой, Цюники и Тазбичи, на северо-востоке — Кокадой.

## История
Родовое село крупного дишнинского рода (чечен. гар) — Тус (чечен. Тус-ха-ара — «Охраняемое плоское место Тусом»). Ныне основная часть покинула село и переселилась в предгорную зону Чеченской Республики.
В 2001 году при строительстве погранзаставы в селе были обнаружены доспехи чеченского рыцаря, сейчас это один из наиболее ценных экспонатов Национального музея в Грозном. Доспехам нет аналога на Северном Кавказе, они состоят из кольчатого панциря в сочетании со сложным боевым оголовьем с антропоморфным забралом-личиной, кольчато-пластинчатой бармицей и «низким шлемом», на котором выбиты полумесяцы и звезды, эти детали датируются разным временем — от XIV до XVIII века, они использовались на протяжении четырех столетий, передаваясь по наследству
.

## Население
| 2010 |
| ---- |
| 334  |